# Hans von Weber

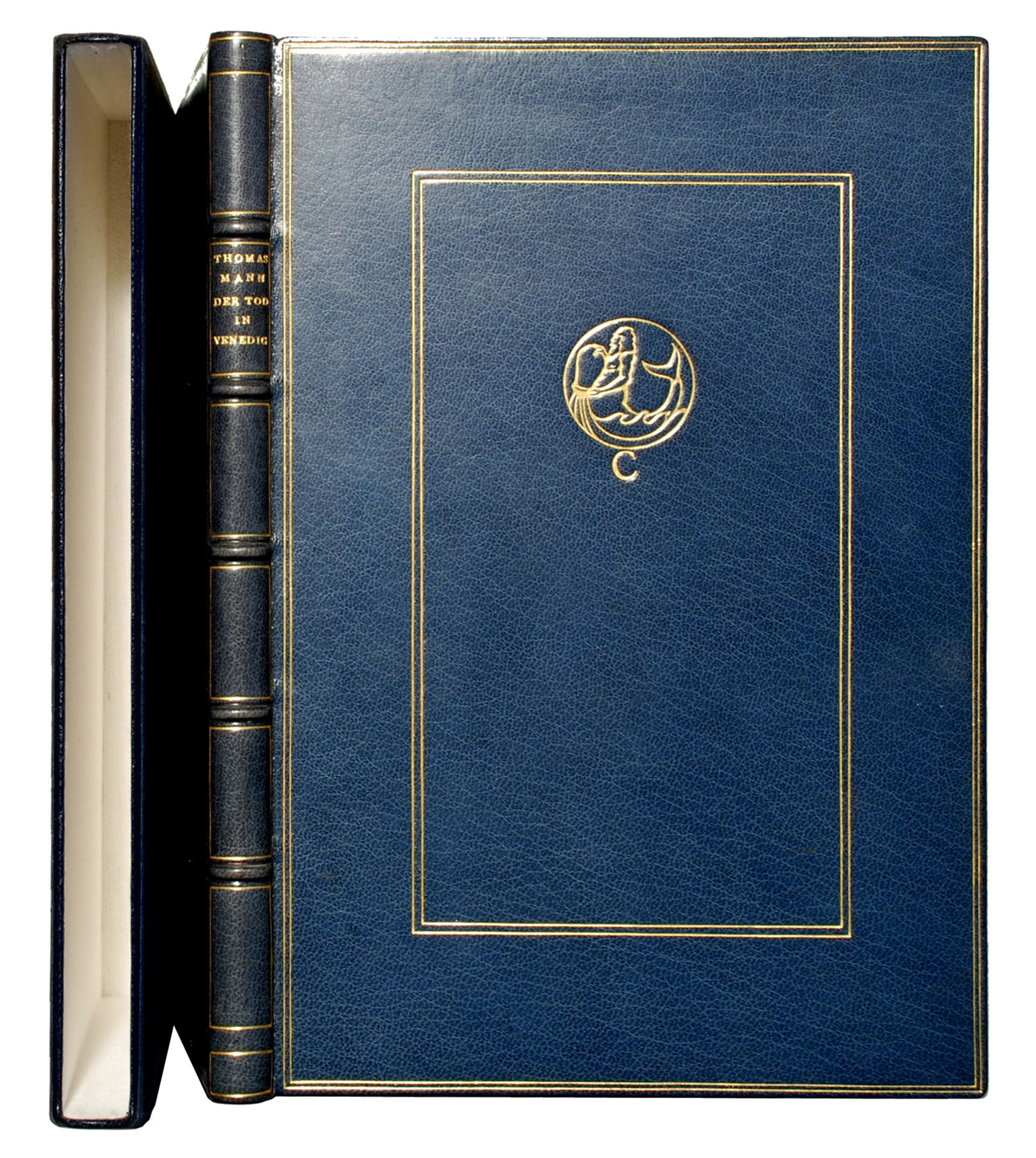
Mann, Thomas: Der Tod in Venedig. Novelle. München: 13. Hundertdruck Hyperion-Verlag Hans von Weber 1912. Exemplar LXXI/C. Original-Verlagseinband (Meistereinband von E. Ludwig, Frankfurt).

Hans von Weber (* 22. April 1872 in Dresden; † 22. April 1924 in München) war ein deutscher Verleger und Kunstmäzen. Er gehörte zur Gruppe der literarischen Individualverleger und prägte maßgeblich die deutsche Buchkunst.

## Leben und Werk

### Elternhaus und Erziehung
Hans von Weber entstammte einer sächsischen Beamtenfamilie; sein Urgroßvater, Konsistorialpräsident Karl Gottlieb von Weber schuf das sächsische Kirchenrecht und wurde dafür in den Adelsstand erhoben; sein Großvater war der Historiker Karl von Weber. Einer seiner Großväter war ein Vetter von Theodor Körner. Der Rechtswissenschaftler und Kriminologe Hellmuth von Weber war ein Cousin zweiten Grades; ein verwandtschaftliches Verhältnis zum Komponisten Carl Maria von Weber bestand nicht. Nach seiner Schulzeit an der Fürstenschule St. Afra und dem Gymnasium Dresden Neustadt studierte er ohne Abschluss in Lausanne, Freiburg, Heidelberg und Leipzig und schloss sich verschiedenen Künstlerkreisen an. 1898 übersiedelte er nach München und bezog ein Haus in Nymphenburg. Am 29. März 1898 heiratete er Anna Jäger, am 10. August 1900 wurde sein Sohn Wolfgang geboren. Die Dichterin und Journalistin Charlotte von Weber (Pseudonyme: El Em, Yallmar Stern, Carlo Mor, Charlot Mor, Zhiliosta), die in den 1920er-Jahren als Autorin des Verlages Hans von Weber in Erscheinung tritt, war seine Schwiegertochter.
Hans von Weber galt als äußerst wohlhabender Bohemien und führte ein dementsprechendes Leben innerhalb der Schwabinger Künstlerszene. Er gehörte keiner der bekannten Künstlervereinigungen an, hatte aber zahlreiche Kontakte zu bekannten Künstlern wie zum Beispiel Richard Dehmel, Eduard Graf von Keyserling oder über seinen Vetter Kurt Martens zum jungen Schriftsteller Thomas Mann. Um die Jahrhundertwende agierte er als Mäzen und Geschäftsmann. Er gilt als Entdecker Alfred Kubins, dessen erste Kunstmappe er zwischen 1901 und 1903 verlegte. Kubin setzte ihm später in seinem Roman Die andere Seite (1909) ein literarisches Denkmal.

### Der Hyperion-Verlag
1905 verlor Hans von Weber einen Großteil seines Vermögens bei Börsenspekulationen. Mit den verbliebenen Mitteln gründete er am 22. September 1906 den Hyperion Verlag Hans von Weber. Dessen Buchprogramm widmete sich zunächst vornehmlich jungen internationalen Autoren. So erschienen die ersten deutschen Werke von André Gide und Gilbert Keith Chesterton bei Hans von Weber. Von 1908 bis 1910 schuf er mit der Zeitschrift Hyperion seinem Verlag ein wichtiges, wenngleich für sich betrachtet finanziell wenig erfolgreiches Aushängeschild. Hyperion stand in der Tradition der Kunst- und Literaturzeitschriften Jugend, Pan und Die Insel. Als Wegbereiter einer neuen Künstlergeneration veröffentlichte die Zeitschrift unter anderem Texte von Hugo von Hofmannsthal, Franz Kafka, Heinrich Mann, Rainer Maria Rilke und Robert Musil. Hinzu kamen Abbildungen der Kunstwerke von Aristide Maillol, Camille Pissarro, Auguste Rodin, Hans von Marées und anderen. Nach dem dritten Jahrgang wurde der Hyperion 1910 eingestellt. Grund dafür war wahrscheinlich ein Zerwürfnis zwischen Weber und seinem Herausgeber Franz Blei.
Am 2. Juli 1909 gründete Hans von Weber gemeinsam mit den Verlegern Eugen Diederichs, Samuel Fischer und Julius Zeitler, dem Schriftgießer Georg Hartmann und dem Drucker und Verleger Carl Ernst Poeschel den Tempel-Verlag. Das Ziel des Verlagsverbands bestand in der Herausgabe deutscher Klassiker. Die Idee zu dem Gemeinschaftsprojekt entstand im Jahr 1906, als sowohl Dietrichs als auch Fischer bei Poeschel & Trepte den Druck ihrer Goethe-Ausgaben beauftragen wollten. Poeschel überzeugte sie, gemeinsam eine ästhetisch und handwerklich hochwertige Klassikerreihe aufzulegen.
Ebenfalls ab 1909 änderte Weber seinen verlegerischen Schwerpunkt. Neben die moderne Belletristik traten nun bibliophile Reihenwerke: ab 1909 die Hundertdrucke, ab 1912 die Hyperiondrucke, die nach Verkauf des Hyperion-Verlages im Jahr 1913 unter dem Namen Dreiangeldrucke weitergeführt wurden, sowie die gemeinsam mit S. Fischer herausgegebenen Hundertfünfzigdrucke. Damit wurde der Verlag zu einem der Vorreiter der deutschen Buchkunstbewegung, die das bibliophile, qualitativ hochwertige Buch förderte. Besonders die Hundertdrucke waren ein großer Erfolg. Bis 1929, also weit über den Tod des Verlegers hinaus, erschienen 44 Bände in kleiner Auflage mit einer auf 100 Exemplare limitierten, signierten und in der Regel besonders hochwertig gebundenen Vorzugsausgabe. Inhaltlich orientierten sie sich am klassischen Kanon des Bildungsbürgers: Lessing, Goethe, Schiller, Wieland, Heine, und so fort. Einige wenige Ausgaben waren illustriert, Max Unold, Emil Preetorius, Bruno Goldschmitt, Franz Kolbrand und Hans Meid zählten zu den Künstlern.
Die Reihenwerke waren das eine Standbein, das den Fortbestand des Verlages sicherte. Das zweite bildete die Zeitschrift Der Zwiebelfisch, die, ursprünglich nur als Marketingmaßnahme gedacht, zwischen 1909 und 1948 in insgesamt 25 Jahrgängen erschien. Die ersten drei Nummern nennen Franz Blei als Herausgeber, ab 1910 zeichnete Hans von Weber persönlicher den Inhalt verantwortlich. Inhaltlich eine Mischung aus (Buch-)kunst- und Satirezeitschrift, traf der Zwiebelfisch genau den Geschmack des Publikums. Er war zugleich die erste deutsche Zeitschrift, die sich eingehend mit der typographischen Gestaltung von Büchern beschäftigte.

### Der Verlag Hans von Weber
1913 verkaufte Hans von Weber den Hyperionverlag inklusive aller Rechte an den Werken in Auflagen über 1000 Exemplaren an Kurt Wolff und Dr. Julius Schröder. Die Geschäftsführung übernahm Ernst Rowohlt, Verlagsort wurde Berlin. Seine Anteile am Tempel-Verlag und anderen Verlagen gab Weber 1914 ebenfalls ab. Er firmierte nun in München unter eigenem Namen als „Hans von Weber, Verlag, München“ und konzentrierte sich fortan auf seine Luxuspublikationen sowie auf die Herausgabe des Zwiebelfisch. Der Verlag konnte sich während der schwierigen Kriegs- und Nachkriegsjahre des Ersten Weltkriegs behaupten; doch im Jahr 1920 erkrankte Hans von Weber an einer Herz-Kreislauf-Erkrankung mit fortschreitender Gefäßverkalkung. Er zog sich immer mehr aus dem öffentlichen Leben zurück und verbrachte einen großen Teil seiner Zeit in der Einsamkeit der Tölzer Berge; am 20. April 1924 bekam Hans von Weber plötzlich hohes Fieber, wurde dann bewusstlos und verstarb am 22. April, seinem 52. Geburtstag. Der Verlag wurde zunächst von seinem Sohn Wolfgang von Weber weitergeführt und im Jahr 1928 schließlich an die ehemalige Verlagssekretärin Anna Roith verkauft, die einen Neuanfang in Österreich versuchte. Anfang der 30er Jahre wurde die Verlagstätigkeit eingestellt. Unter der Leitung von Anna Roith erschienen von 1946 bis 1948 drei weitere Hefte der Zeitschrift Zwiebelfisch sowie bis 1950 einige wenige Buchausgaben, dann stellte der Hans von Weber Verlag endgültig seine Tätigkeit ein.